# Pismo orchońskie

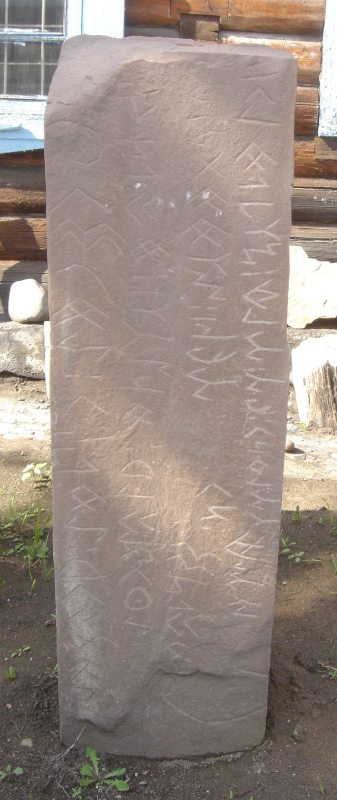
Orchońska inskrypcja w mieście Kyzył, Republika Tuwy, Rosja.

Pismo orchońskie (od nazwy rzeki Orchon) lub orchońsko-jenisejskie, zwane też runami tureckimi lub kök türk (od jednego z ludów tureckich, Kök Turków Niebieskich Turków), względnie pismem staroturkijskim – najwcześniejszy alfabet Turkijski. Pierwsze znane napisy datowane są na VIII wiek n.e. i pochodzą z terenów nad rzeką Orchon gol (północna Mongolia) i dolnego Jeniseju (IX w.). 
Napisy typu orchońskiego zostały odkryte w 1889 roku przez Nikołaja Jadrincewa. Opublikowane przez Wasilija Radłowa, zostały odszyfrowane przez duńskiego filologa Vilhelma Thomsena w 1893 roku. Uważa się, że alfabet orchoński mógł wywodzić się z pisma sogdyjskiego. Przez krótki czas po rozpadzie wschodniego kaganatu tureckiego, kök türk używany był w kaganacie ujgurskim. W ciągu IX–X w. został zastąpiony alfabetem ujgurskim.

## Odmiany
- dońska
- jenisejska
- kubańska (znad rzeki Kubań)
- orchońska
- tałaska

## Inskrypcje
Najbardziej znane pomniki z napisami orchońskimi powstały dla upamiętnienia chanów Niebieskich Turków:
- Tonjukuka (~720 n.e.)
- Köl-tegina (732 n.e.)
- Bilge-kagana (735 n.e.)

## Wybrana bibliografia
- David Diringer, Alfabet, czyli klucz do dziejów ludzkości, Warszawa 1972
- György Kara, Aramaic Scripts for Altaic Languages. In Daniels and *Bright, eds., The World's Writing Systems, 1996.
- Kyzlasow I.L, Runiczeskije pis'miennosti jewrazijskich stiepiej, Moskwa 1994